# Olympische Jugend-Winterspiele 2020/Teilnehmer (Philippinen)
| Gelbes Symbol für Goldmedaillen mit stilisierten Olympischen Ringen | Graues Symbol für Silbermedaillen mit stilisierten Olympischen Ringen | Braundes Symbol für Bronzemedaillen mit stilisierten Olympischen Ringen |
| ------------------------------------------------------------------- | --------------------------------------------------------------------- | ----------------------------------------------------------------------- |
| —                                                                   | —                                                                     | —                                                                       |

Die Philippinen nahmen an den Olympischen Jugend-Winterspielen 2020 in Lausanne mit zwei Athleten (ein Junge und ein Mädchen) in zwei Sportarten teil.

## Teilnehmer nach Sportarten

### Shorttrack
| Athlet                                                             | Wettbewerb  | Vorlauf      | Vorlauf | Viertelfinale | Viertelfinale | Halbfinale    | Halbfinale    | Finale        | Finale        | Rang |
| Athlet                                                             | Wettbewerb  | Zeit         | Rang    | Zeit          | Rang          | Zeit          | Rang          | Zeit          | Rang          | Rang |
| ------------------------------------------------------------------ | ----------- | ------------ | ------- | ------------- | ------------- | ------------- | ------------- | ------------- | ------------- | ---- |
| Jungen                                                             |             |              |         |               |               |               |               |               |               |      |
| Julian Macaraeg                                                    | 500 m       | 43,235 s     | 1       | 42,046 s      | 3             | ausgeschieden | ausgeschieden | ausgeschieden | ausgeschieden | 9    |
| Julian Macaraeg                                                    | 1000 m      | 1:38,100 min | 4       | ausgeschieden | ausgeschieden | ausgeschieden | ausgeschieden | ausgeschieden | ausgeschieden | 29   |
| Mixed                                                              |             |              |         |               |               |               |               |               |               |      |
| Team E Haruna Nagamori Petra Rusnáková Li Kongchao Julian Macaraeg | Teamstaffel | –            | –       | –             | –             | 4:22,054 min  | 4             | PEN           | PEN           | PEN  |

### Ski Alpin
| Athleten        | Wettbewerbe  | 1. Lauf     | 1. Lauf | 2. Lauf     | 2. Lauf | Gesamt      | Gesamt |
| Athleten        | Wettbewerbe  | Zeit        | Rang    | Zeit        | Rang    | Zeit        | Rang   |
| --------------- | ------------ | ----------- | ------- | ----------- | ------- | ----------- | ------ |
| Mädchen         |              |             |         |             |         |             |        |
| Ana Wahleithner | Riesenslalom | 1:34,46 min | 56      | 1:29,77 min | 36      | 3:04,23 min | 36     |
| Ana Wahleithner | Slalom       | 1:02,20 min | 40      | 1:01,67 min | 33      | 2:03,87 min | 33     |